# Distretto di Riviera
Il distretto di Riviera è un distretto del Canton Ticino, in Svizzera. Confina con i distretti di Blenio a nord, di Leventina a nord-ovest, di Locarno a sud-ovest e di Bellinzona a sud, così come con il Canton Grigioni (regione Moesa) a est. Il capoluogo è Riviera, un comune nato nel 2017 dall'aggregazione comunale di Lodrino, Cresciano, Iragna e Osogna. I servizi del distretto, tra cui la Pretura e la Giudicatura di pace, si trovano a Biasca. Fa parte della Regione Tre Valli.

## Geografia fisica
Il distretto di Riviera è il penultimo distretto per superficie (seguito solo dal distretto di Mendrisio) ed il quinto per popolazione del Canton Ticino.
La massima elevazione del distretto è il Torrone Alto (2.950 m). Altre cime includono il Piz di Strega (2.912 m s.l.m.), il Pizzo di Claro (2.727 m), il Mottone (2.692 m) e la Cima di Bri (2.520 m).
Il fiume principale del distretto è il Ticino. Tra gli affluenti che confluiscono nel distretto degni di nota sono il Brenno, proveniente dalla valle di Blenio ed il rio di Lodrino.

## Infrastrutture e trasporti

### Strade
Il territorio del distretto è attraversato dall'autostrada A2/E35 Basilea-Chiasso che collega il nord della Svizzera con l'Italia attraverso il San Gottardo, Lugano ed il valico di Brogeda. L'autostrada ha uscite nel distretto a Biasca.
La strada principale 2 attraversa il territorio del distretto da Riviera a Biasca. Da Biasca parte la strada per la Val Blenio ed il Passo del Lucomagno.

### Ferrovie
Il territorio del distretto è attraversato dalla ferrovia del Gottardo.

In passato Biasca era capolinea di una linea ferroviaria a scartamento ridotto per Acquarossa.

## Geografia antropica

### Suddivisioni amministrative

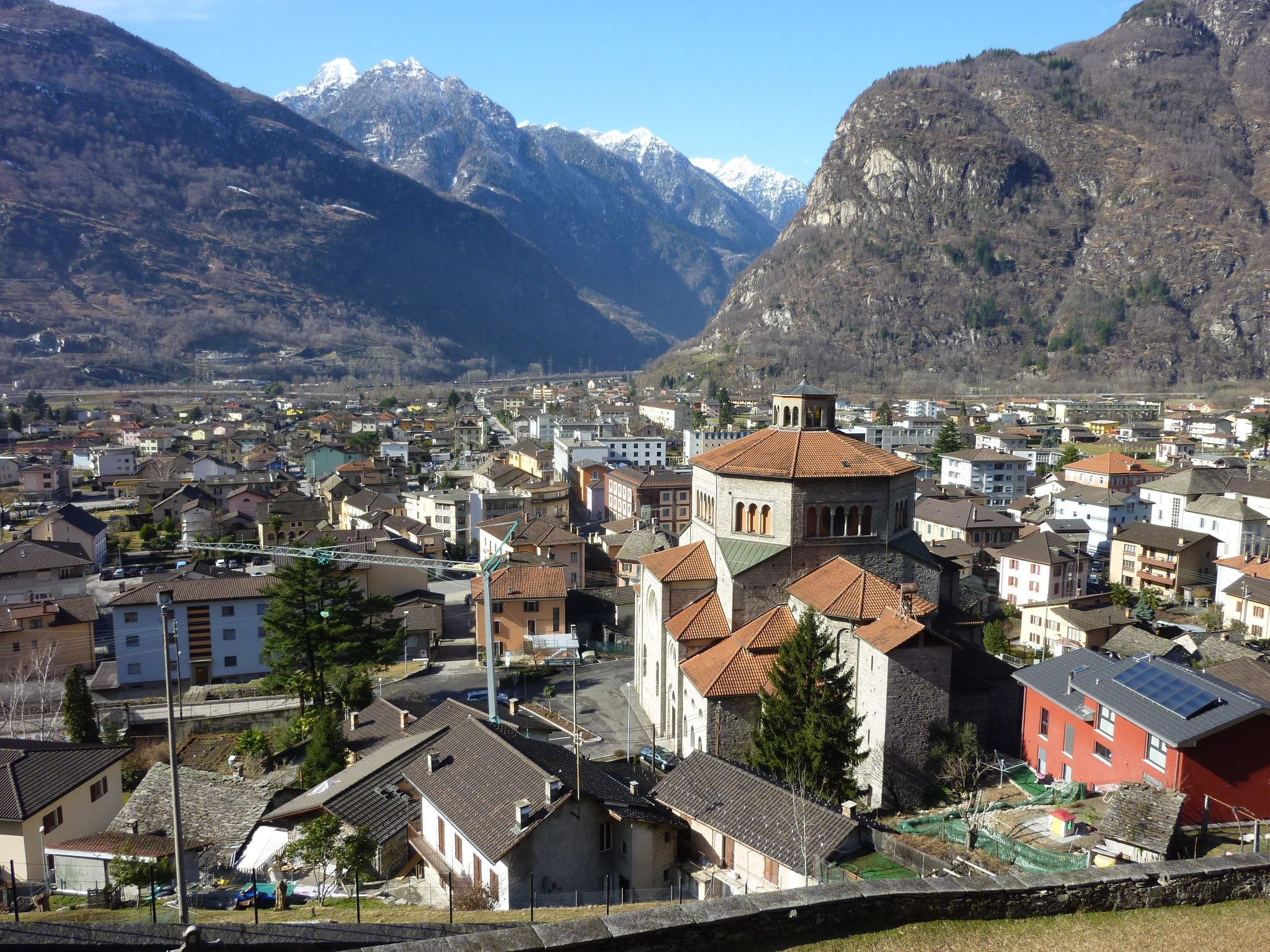
Biasca

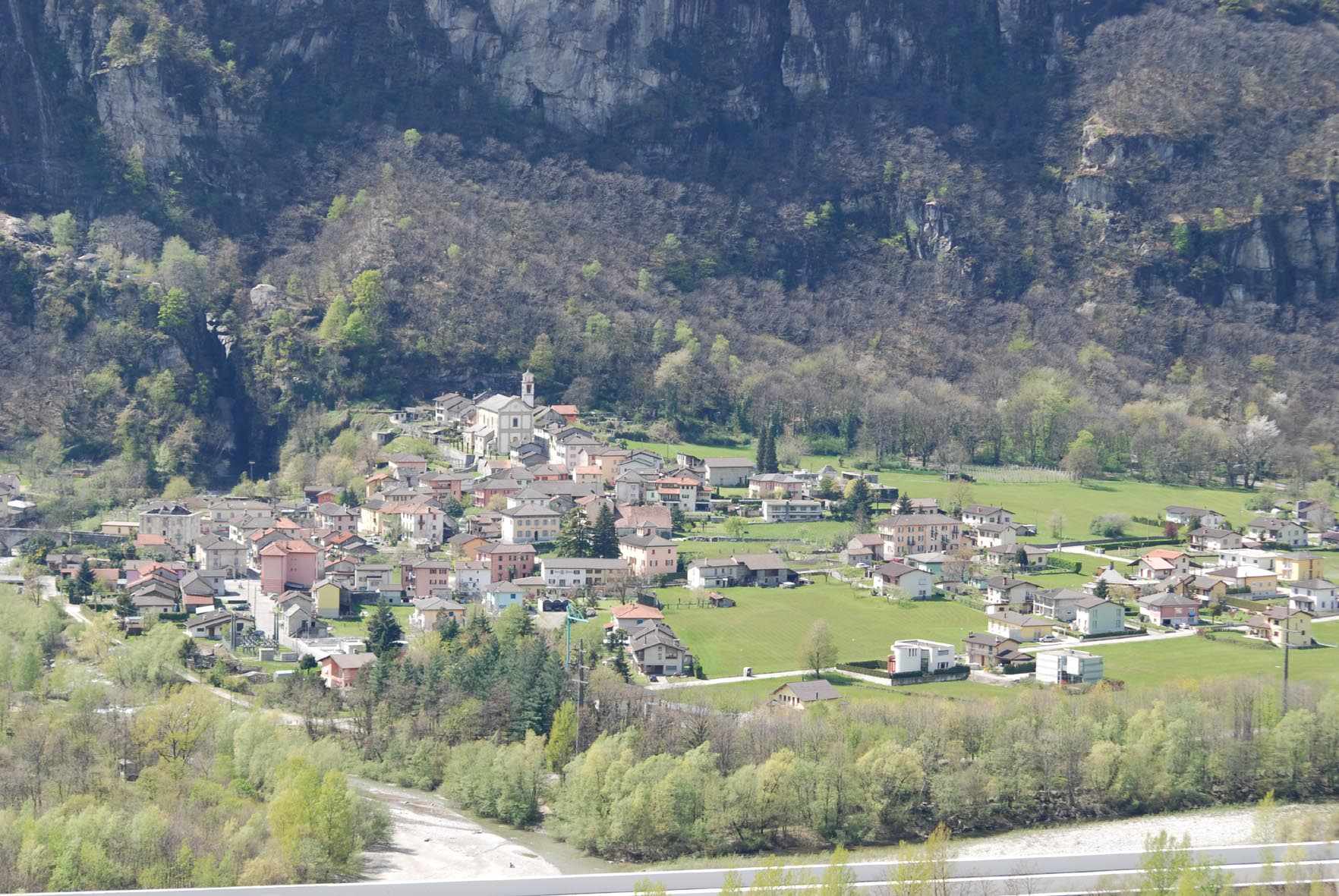
Lodrino, Riviera

Il distretto di Riviera è diviso in 1 circolo, composto a sua volta da due comuni:
| Circolo della Riviera | Circolo della Riviera | Circolo della Riviera | Circolo della Riviera |
| Stemma                | Nome del comune       | Abitanti 31-12-2016   | Superficie in km²     |
| --------------------- | --------------------- | --------------------- | --------------------- |
| Biasca                | Biasca                | 6176                  | 59.1                  |
| Riviera               | Riviera               | 4132                  | 86.2                  |

## Variazioni amministrative dal 1803

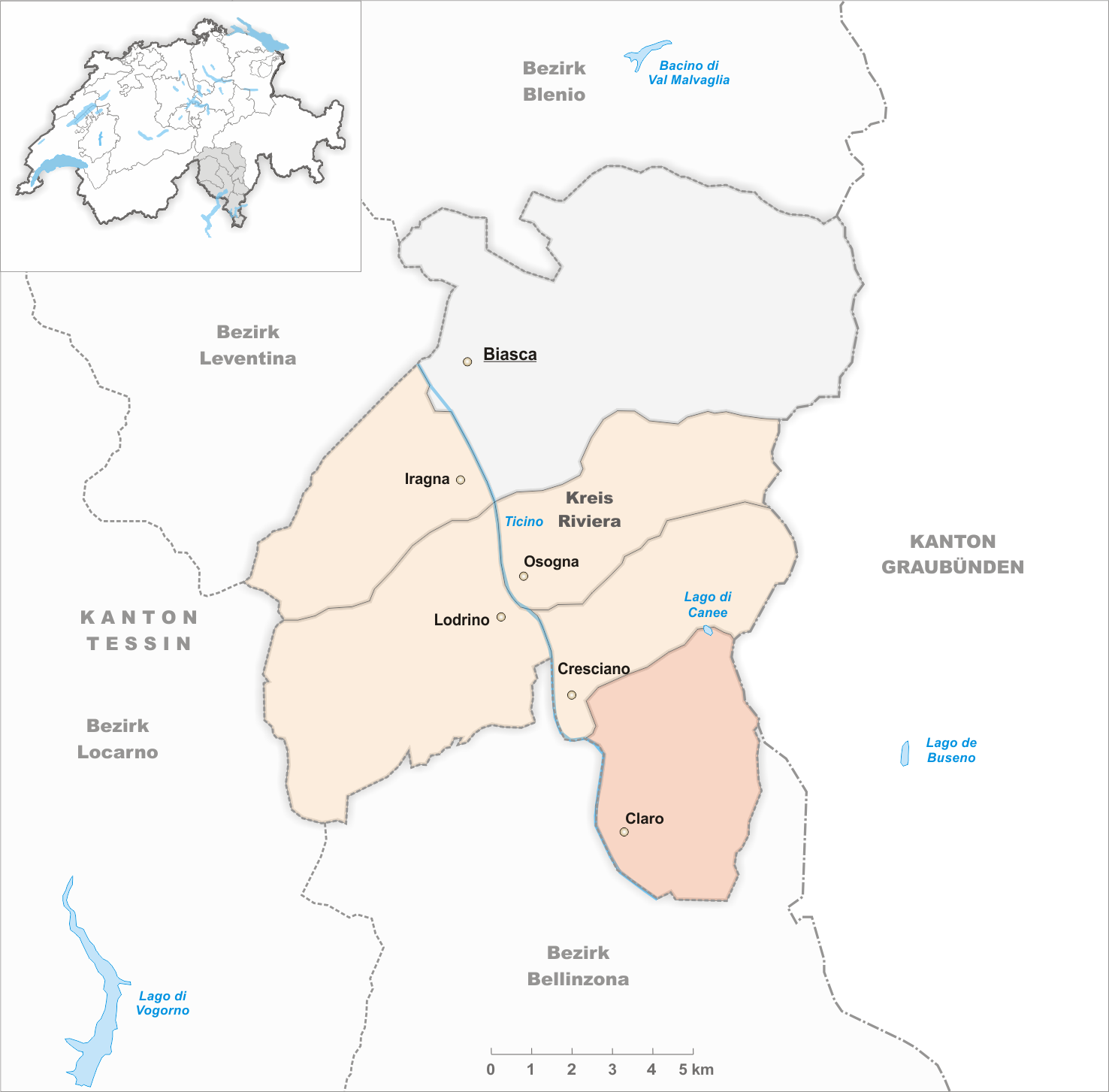
I comuni fino al 2017

- I comuni di Pontirone e Loderio sono stati incorporati nel comune di Biasca.[3]
- Il comune di Prosito è stato incorporato nel comune di Lodrino.[3]
- I comuni di Cresciano, Iragna, Osogna e Lodrino si aggregano nel 2017 dando vita al Comune di Riviera.
- A seguito della nascita della Nuova Bellinzona nel 2017, il comune di Claro passa dal distretto di Riviera al distretto di Bellinzona, in quanto nuovo quartiere della città.